# Мидзуно, Юи
Юи Мидзуно (яп. 水野 由結 Mizuno Yui, род. 20 июня 1999) — японский музыкант, певица, модель и актриса. Бывшая участница каваии-метал группы Babymetal, в которой выступала под псевдонимом YUIMETAL, и идол-группы Sakura Gakuin. 19 октября 2018 года покинула Babymetal по состоянию здоровья. Работает в агентстве по поиску талантов Amuse, Inc.

## Биография
2 августа 2010 года, в возрасте 11 лет, Мидзуно присоединилась к Sakura Gakuin, идол-группе, управляемой агентством талантов Amuse, Inc. В то же время в группу пришла и другая будущая участница Babymetal, Моа Кикути. На тот момент Sakura Gakuin ещё не выпустила свой дебютный сингл. Во время прослушивания Кикути и Мидзуно исполнили танцевальную кавер-версию песни «Over The Future» группы Karen Girl’s; два члена этой группы, Аями Муто и Судзука Накамото, также недавно присоединились к Sakura Gakuin.
Помимо выступления всем коллективом участницы Sakura Gakuin также были разделены на мелкие подгруппы, известные как «клубы». Каждый клуб представлял собой отдельную музыкальную группу, которая записывала свои собственные песни. Кикути и Мидзуно сначала стали членами «Клуба твирлинга» и его музыкальной группы Twinklestars. В качестве бэк-вокалисток и танцовщиц они позже объединились с солисткой Судзукой Накамото в «Клубе тяжёлой музыки», в котором были выбраны для участия в музыкальной группе Babymetal. До образования этого клуба ни одна из трёх участниц не знала, что такое хэви-метал.
Babymetal стала независимой группой в 2012 году. Мидзуно «окончила» Sakura Gakuin в 2015 году и после этого выступала исключительно с Babymetal. Кикути и Мидзуно записали совместные песни подгруппы «Black Babymetal» первого альбома Babymetal в 2014 году. Песню «Song 4» они написали вместе во время поездки на автобусе. Второй альбом Babymetal, Metal Resistance, был выпущен в 2016 году.
После внезапного отсутствия на шоу Legend «S» Baptism XX, Мидзуно также отсутствовала в туре Babymetal по США в мае 2018 года без предварительного предупреждения. На фоне спекуляций фанатов о статусе Мидзуно в группе, представитель 5B Management, американской управляющей компании, представляющей Babymetal, ответил на запрос журнала Alternative Press Magazine, заявив, что «Yuimetal остаётся членом группы, но она не сможет участвовать в текущем туре по США». Однако она также отсутствовала в европейском туре Babymetal в июне 2018 года.
19 октября 2018 года Babymetal официально объявили, что Yuimetal не присоединится к группе на следующем этапе их тура и больше не является членом группы из-за плохого состояния здоровья. Хотя неизвестно, участвовала ли Юи в записи других песен альбома 2019 года Metal Galaxy, песня «Distortion» была выпущена до её ухода из Babymetal. Мидзуно выпустила официальное заявление, вскоре после этого она сообщила о своём решении покинуть Babymetal, объяснив, что в будущем она, возможно, продолжит сольную карьеру.

## Личная жизнь
В третьем классе Мидзуно была поклонницей Karen Girl’s, предыдущей группы Судзуки Накамото, и мечтала присоединиться к группе после того, как их музыка помогла ей пережить «угрожающую жизни» болезнь члена семьи. Однако группа распалась, и она посетила прощальный концерт группы и познакомилась со всеми тремя участницами. Во время концерта «Legend D» в 2012 году Babymetal исполнили кавер на песню «Over the Future» группы Karen Girl’s. Мидзуно сказала, что в этот момент её «мечты сбылись».
Она и её семья также близко дружат с участницей группы Karen Girl’s Аями Муто и её семьёй; Мидзуно и Муто обе были членами Sakura Gakuin.
Мидзуно известна тем, что обожает помидоры и любит есть их целиком. Она заявила, что хотела бы есть помидоры, даже когда наступит конец света. В одной из своих записей в дневнике Sakura Gakuin Мидзуно указала, что любит наблюдать за звёздами. Она любила смотреть на звёзды во время поездки из школы домой. Она также отметила в своём дневнике, что любит читать книги о созвездиях и хотела бы когда-нибудь отправиться в космос. У Мидзуно есть два брата, один старший, а другой на два года младше её.

## Коллективы
- Sakura Gakuin (2010 — 2015)
  - Twinklestars (подгруппа Sakura Gakuin)
  - Mini-Pati (подгруппа Sakura Gakuin)
- Babymetal (2010 — 2018)
  - Black Babymetal (подгруппа Babymetal)

## Дискография

### Sakura Gakuin
- Sakura Gakuin 2010 Nendo: Message (2011)
- Sakura Gakuin 2011 Nendo: Friends (2012)
- Sakura Gakuin 2012 Nendo: My Generation (2013)
- Sakura Gakuin 2013 Nendo: Kizuna (2014)
- Sakura Gakuin 2014 Nendo: Kimi ni Todoke (2015)

### Babymetal
- Babymetal (2014)
- Metal Resistance (2016)
- Сингл «Distortion» из альбома Metal Galaxy (2019)

## Фильмография
Телевидение
- MW Dai-Zero-shō: Akuma no Game (яп. MW－ムウ－ 第0章 ～悪魔のゲーム～) (2009)
- Sagasō! Nippon Hito no Wasuremono (2009)
- Kioku no Umi (2010)

Фильмы
- «День Рождения» (англ. A Happy Birthday) (2009)